# Savara pratti
Savara pratti är en fjärilsart som beskrevs av George Thomas Bethune-Baker 1906. Savara pratti ingår i släktet Savara och familjen nattflyn. Inga underarter finns listade.